# كلية عمون الجامعية التطبيقية
كلية عمون الجامعية التطبيقية إحدى مؤسسات التعليم العالي في الأردن ورائدة التعليم الفندقي والسياحي في الأردن منذ تأسيسها عام 1980. ففي سنة 1980، قامت الحكومة الأردنية بتأسيس كلية عمون للتعليم الفندقي والسياحي بمساعدة برنامج الأمم المتحدة الإنمائي ومنظمة العمل الدولية، وقامت منظمة العمل الدولية بإدارة الكلية لمدة عامين، تم بعدها تسليم هذه المسؤولية لوزارة التربية والتعليم الأردنية.
- في سنة 1996، تم توقيع اتفاق بين الحكومة الأردنية والشركة الأردنية للتعليم الفندقي والسياحي لإدارة كلية عمون والفندق التدريبي.
- في سنة 2004 (نيسان)، وضعت خطة إستراتيجية لإعادة تطوير الكلية بدعم مالي مقدم من وزارة التخطيط الأردنية (برنامج تعزيز الإنتاجية).
- في سنة 2004 (أيلول)، تم اعتماد كلية الأردن الجامعية التطبيقية للتعليم الفندقي والسياحي رسمياً من وزارة التعليم العالي والبحث العلمي ووزارة العمل.

## التدريب العملي
تقوم الكلية الجامعية بإرسال الطلبة للتدريب والتشغيل في الفنادق داخل المملكة وخارجها، حيث أنها ترتبط مع هذه الفنادق باتفاقيات تدريب وتشغيل للطلبة بعد تخرجهم. شراميط و كزابين